# تورو مورينو
تورو مورينو (باليابانية: 森野 徹) (12 مايو 1987 في ايشيكاوا في اليابان – )؛ هو لاعب كرة قدم سابق كان يلعب كلاعب وسط.

## وصلات خارجية
- تورو مورينو على موقع قاعدة بيانات كرة القدم.إي يو (الإنجليزية)
- تورو مورينو على موقع عالم كرة القدم.نت (الإنجليزية)